# روش ماسکو
روش ماسکو تکنیکی است که برای رسیدن به یک فهم مشترک از اهمیت نیازمندی‌ها برای ذینفعان پروژه در تحلیل کسب و کار، مدیریت پروژه و ایجاد نرم‌افزار به کار می‌رود. همچنین با نام اولویت‌بندی ماسکو یا تحلیل ماسکو نیز شناخته می‌شود.
اصطلاح ماسکو خود یک مخفف برگرفته از حروف اول هر یک از چهار دستهٔ اولویت‌بندی (باید باشد، خوب است باشد، می‌تواند باشد، نمی‌خواهد باشد) است.

## اولویت‌بندی نیازمندی‌های ماسکو
باید باشد

نیازمندی‌هایی که با عنوان باید باشد برچسب می‌خورند، در بازهٔ زمانی فعلی رساندن کار برای رسیدن پروژه به موفقیت حیاتی هستند. اگر حتی یک نیازمندی برچسب‌خورده با «باید باشد» انجام نشود رساندن پروژه به مشتری با شکست مواجه می‌شود.
لازم است باشد
نیازمندی‌هایی که با عنوان لازم است باشد برچسب می‌خورند مهم هستند اما لازم نیست در بازهٔ زمانی کنونی به دست مشتری برسند. البته نیازمندی‌های لازم است باشد به همان اندازهٔ نیازمندی‌های باید باشد مهم هستند اما از نظر زمانی حیاتی نیستند یا روش دیگری برای تحقق نیازمندی وجود دارد بنابراین می‌تواند تا بازه زمانی بعدی هم به دست کاربر برسد.
 می‌تواند باشد
نیازمندی‌هایی که با عنوان می‌تواند باشد برچسب می‌خورند مطلوبند اما لازم نیستند و می‌توانند باعث بهبود تجربهٔ کاربری یا رضایت مشتری با هزینهٔ پایینی شوند. این‌ها اگر زمان و منابع اجازه دهند معمولاً انجام می‌شوند.
 نمی‌خواهد باشد
نیازمندی‌هایی که با عنوان نمی‌خواهند باشد برچسب می‌خورند به عنوان کمترین درجه اهمیت و کمترین بازگشت سرمایه یا به عنوان کارهایی که برای آن زمان مناسب نیست توسط ذینفعان مورد توافق قرار می‌گیرند؛ بنابراین نیازمندی‌های نمی‌خواهد باشد، برای رسیدن به دست کاربر در بازهٔ زمانی کنونی برنامه‌ریزی نمی‌شوند.